# 列寧格勒大道
列寧格勒大道（俄语：Ленингра́дский проспе́кт）是俄羅斯首都莫斯科一條主要街道，全長5.6公里。是特維爾大街的延伸。1957年12月13日前為列寧格勒公路的一部份。
呈東南-西北走向。東南始於白俄羅斯火車站，並與第一特維爾-亞姆大街相連，西北在沃洛科拉姆斯克公路的岔口與列寧格勒公路相接。